# Резинкино
Рези́нкино (чув. Уйпуҫ Пушарпуҫ) — деревня в Цивильском районе Чувашии России. Входит в состав Второвурманкасинского сельского поселения.

## География
Расстояние от деревни до Чебоксар 42 км, до райцентра 12 км, до ближайшей железнодорожной станции 18 км. Стоит на правом берегу реки Пожанарка.

## История
До 1866 года государственные крестьяне-чуваши. Были заняты земледелием, животноводством, овчинно-скорняжным промыслом.
В советское время в 1931 году крестьяне объединились в колхоз «Ленин çулĕпе»/По пути Ленина. 
С XIX века до 1927 года входила в состав Цивильской волости Цивильского уезда. Затем после нового административного деления в Цивильском районе ЧАССР.

## Население
| 2010 | 2012 |
| ---- | ---- |
| 44   | ↗55  |